# Mistrovství Evropy v zápasu řecko-římském 1939
Mistrovství Evropy v zápasu řecko-římském 1939 se konalo v Oslu, Norsko. 

## Výsledky

### Muži
| Kategorie | Zlato              | Stříbro                    | Bronz           |
| --------- | ------------------ | -------------------------- | --------------- |
| 56 kg     | Kauko Kiiseli      | Kurt Pettersén Ivar Stokke | —               |
| 61 kg     | Kustaa Pihlajamäki | Ferdinand Schmitz          | Ferenc Tóth     |
| 66 kg     | Gösta Andersson    | Yaşar Doğu                 | Lauri Koskela   |
| 72 kg     | Fritz Schäfer      | Edgar Pütsep               | Eino Virtanen   |
| 79 kg     | Ivar Johansson     | Ludwig Schweickert         | Arvi Pikkusaari |
| 87 kg     | Nils Åkerlindh     | Mustafa Çakmak             | Ago Neo         |
| +87 kg    | Johannes Kotkas    | John Nyman                 | Gyula Bóbis     |